# 2
Aquesta pàgina és per a l'any. Per al nombre, vegeu dos.
L'any 2 és un any comú anomenat així des de la implantació del calendari gregorià, on es pren el naixement de Jesús com a referència per datar èpoques.

## Esdeveniments
- Retrobament en l'Eufrates entre el cònsol Gaius Caesar i Fraates V, rei d'Imperi Part.
- Gai Cèsar és greument ferit en intentar suprimir una revolta a Armènia en contra la imposició romana de Ariobarzanes II.
- Elecció a Roma de Publi Alfè Var i de Publi Vinici com a cònsols
- August dona el permís a Tiberi per tornar a Roma del seu exili a l'illa de Rodes.[1]
- Cedeides esdevé arcont d'Atenes
- La població assoleix una xifra propera als 60 milions a la Xina segons el cens finalitzat en aquesta data, força acurat[2]

## Naixements
- Apol·loni de Tíana, filòsof grec
- Deng Yu, militar xinès

## Necrològiques
- Lucius Cesar, aristòcrata romà